# Le Cri des Flandres
Le Cri des Flandres était un hebdomadaire d'informations générales basé dans le Nord de la France, dont le siège était situé à Hazebrouck. Publié pendant trois décennies, il a été fondé en 1910 par l'abbé Jules-Auguste Lemire, maire d’Hazebrouck et député du Nord. Il a rivalisé dans les années 1920 et les années 1930 avec son concurrent régional, L'Indicateur des Flandres.

## Historique

### Fondation
Le Cri des Flandres a été fondé en 1910 par l'abbé Jules-Auguste Lemire pour apporter des informations générales dans la zone Flandre-Lys, soit plus de cinquante communes du département du Nord. Il se présente comme le journal des quatre cantons, Hazebrouck (Nord et Sud), Cassel et Steenvoorde. Son concurrent est L'Indicateur des Flandres, autre hebdomadaire d'informations générales basé à Hazebrouck, et fondé près d'un siècle plus tôt.

### Crise avec la hiérarchie catholique
Jules-Auguste Lemire, député du Nord depuis 1893, était un combattant contre l'alcoolisme et un promoteur des jardins ouvriers, mais aussi l'une des figures marquantes de la démocratie chrétienne. Il avait eu à maintes reprises des démêlés avec la hiérarchie catholique, en la personne de François Delamaire, archevêque de Cambrai, à cause de ses prises de positions très sociales. Ce dernier subit à partir de 1909 une défaveur de plus en plus marquée de la part de l'administration papale pour ne pas avoir sanctionné Jules-Auguste Lemire. Au même moment, le patronat lillois, les facultés catholiques, l'Action française, les traditionalistes de la Semaine religieuse réclament la création du diocèse de Lille, qui aura lieu en 1913.
La hiérarchie catholique exigea que dans presque toutes les paroisses flamandes les curées demandent en confession de renier l'abbé Lemire et de ne plus acheter son journal. L’évêque de Lille, Mgr Charost interdit toute nouvelle candidature politique à l'Abbé Lemire, frappé de suspense lorsqu'il se représente en 1914, mais réélu pour la sixième fois. Le pape Benoît XV lèvera la sanction, dès 1916.

### Journalistes
Le journal compte parmi ses rédacteurs, au cours des trois premières années, Émile Roche (1893-1990), qui n'a alors que 18 ans et « dévore » les livres sur l'économie et le social, devenant l'ami proche de Jules-Auguste Lemire.
La rencontre avec l'abbé Jules-Auguste Lemire lui inocule le virus de la politique et le met en contact avec le personnel politique de la région.
Roche était ami aussi de Kléber Ringot (1893-1945), futur leader des mouvements de résistance dans le Nord, et parmi les pères fondateurs de la Voix du Nord.
Le Cri des Flandres a cessé de paraître en 1938, dix ans après la mort de son fondateur, le 7 mars 1928, des suites d’une congestion pulmonaire. Le journal a rivalisé dans les années 1920 et les années 1930 avec son concurrent régional, L'Indicateur des Flandres, qui tire à 6 500 exemplaires environ, contre 4 000 exemplaires environ pour Le Cri des Flandres.

## Activité
Le journal consacre son information à l'actualité. Il est vendu  à la porte des usines, au seuil des cafés. Ses cofondateurs organisent de petites conférences sur la place d'Estaires d'Hazebrouck, sur les thèmes de l'Union républicaine, la Patrie et la Liberté, le Bien social.